# کواک چانگ
کواک چانگ ،یک نظامی از سلسله یان از زیردستان مورونگ رن است که به امپراتوری گوگوریو گریخت.
هنگامی که مورونگ رن، که از جانشینی برادرش هوانگ بر تخت سلطنت ناراضی بود، شورش کرد اما شکست خورد، زیردست او، گواک چانگ، در سال ۳۳۷ به همراه همکارش دونگسو (冬壽) به گوگوریو گریخت. با این بهانه، سلسله یان به گوگوریو حمله کرد.